# Diff3
diff3は、3つのファイルを行単位で比較し、相違点を表示するコマンドラインツールソフトウェアである。また、その結果を用いて1つのファイルに統合することができる。主にUnix系のオペレーティングシステム (OS) が備えているが、各自でインストールすることによって、Windowsで使用することも可能。
例えば、2人が同一のファイルを同時に編集していた場合、確認なしに単純に保存すると、先に保存した編集が失われることになる。このような編集の競合に対処するには、保存時に、ファイル内容が編集を開始した時のものと同一であるか確認する必要がある。
もし違っていたら、編集中に他人にファイルを変更されてしまったといえる。このときdiff3を用いれば、両者の編集を共に最新ファイルへと反映させることが出来るのである。
なお、通常diff3は処理のためにdiffコマンドを実行するが、環境設定によってこれを別のプログラムに変更することも可能である。また、1つに限りファイル名を指定する代わりに - （ハイフンマイナス）を指定することで、標準入力から読み込ませることも可能。

## 使用例
```
diff3 -e -m MYFILE OLDFILE YOURFILE
```

OLDFILEからYOURFILEへの全ての変更がMYFILEに統合される。